# Страуд (община)
Община Страуд (на английски: Stroud District) е една от седемте административни единици в област (графство) Глостършър, регион Югозападна Англия. Населението на общината към 2010 година е 111 700 жители, разпределени в множество селища на територия от 460.70 квадратни километра. Главен град на общината е едноименният Страуд.

## География
Община Страуд е разположена в средната част на графството. Западната и северозападната граница на общината се дефинират от най-долното течение на река Севърн, една от най-големите британски реки. В източна посока, територията на общината захваща част от хълмистата верига „Котсуолдс“.
По-големи населени места на територията на общината:
| селище         | на английски      | население |
| -------------- | ----------------- | --------- |
| Страуд         | Stroud            | 32 052    |
| Стоунхаус      | Stonehouse        | 7733      |
| Дързли         | Dursley           | 6464      |
| Утън ъндър Едж | Wotton-under-Edge | 6427      |
| Нейлсуърт      | Nailsworth        | 6435      |
| Пейнсуик       | Painswick         | 4283      |
| Бъркли         | Berkeley          | 4150      |